# Calyptrophora josephinae
Calyptrophora josephinae is een zachte koraalsoort uit de familie Primnoidae. De koraalsoort komt uit het geslacht Calyptrophora. Calyptrophora josephinae werd in 1877 voor het eerst wetenschappelijk beschreven door Lindstroem. 